# 羅氏弱棘鯻
羅氏弱棘鯻（學名：Hephaestus roemeri）為鱸形目鱸亞目鯻科的其中一種，分布於印尼伊里安查亞的Digul和Lorentz河流域，本魚體粗壯，呈紡錘型，背鰭硬棘11-12枚；背鰭軟條12-14枚；臀鰭硬棘3枚；臀鰭軟條9-10枚，體長可達30公分，棲息在大型水質混濁的低地河流底層水域，屬肉食性，繁殖期時，成魚會保護卵並搧動魚鰭提供足夠的氧，生活習性不明。

## 擴展閱讀
維基物種上的相關：羅氏弱棘鯻